# Michael Kipp

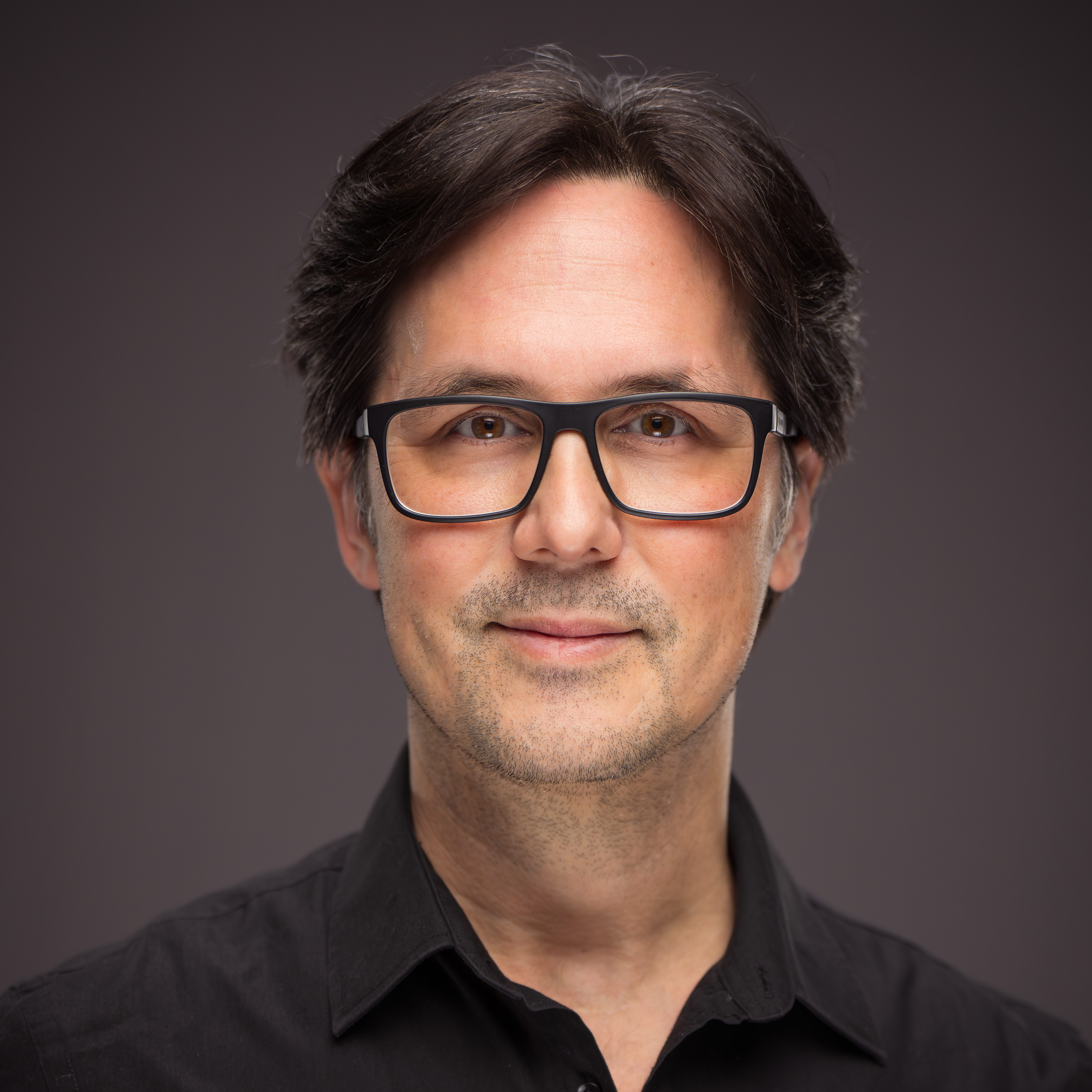
Michael Kipp (2024)

Michael Kipp ist ein deutscher Informatiker und Professor an der Technischen Hochschule Augsburg.

## Leben und Wirken
Kipp studierte Informatik an der Universität des Saarlandes und der University of Edinburgh. In Anschluss war er Senior Researcher beim Deutschen Forschungszentrum für Künstliche Intelligenz. 2008–11 leitete er die Nachwuchsforschergruppe „Embodied Agents“ am Exzellenzcluster „Multimodal Computing and Interaction“ der Universität des Saarlandes. Von dort wechselte er 2011 an die Technische Hochschule Augsburg. Er lehrt und forscht dort als Professor für Informatik und ist Studiengangskoordinator für den Studiengang „Interaktive Mediensysteme“. Kipp leitet als Direktor das Didaktik-Medien-Zentrum (DMZ) der TH Augsburg. Zu Beginn der COVID-19-Pandemie baute er das Didaktik-Medien-Zentrum der Hochschule auf und half damit den Studierenden und Lehrenden beim Einstieg in die Online-Lehre.
Zu seinen Forschungsschwerpunkten zählen die Mensch-Computer-Interaktion mit gestenbasierten Interaktionen und Intelligente Tutoring-Systeme. Kipp ist Mitautor von über 80  peer-reviewten Forschungspublikationen, drei davon wurden mit dem Best Paper Award ausgezeichnet.

## Schriften (Auswahl)
- mit Jan Alexandersson, Bianka Buschbeck-Wolf, Tsutomu Fujinami et al.: Dialogue acts in Verbmobil 2. Universitätsbibliothek Johann Christian Senckenberg, 1998.[9]

- Gesture generation by imitation from human behavior to computer character animation. Dissertation, Universität Saarbrücken, 2003, OCLC 1184413803.
- als Hrsg.: Multimodal corpora. From models of natural interaction to systems and applications. Springer, Berlin [u. a.] 2009, ISBN 978-3-642-04792-3.
- mit Zsófia Ruttkay, Anton Nijholt und Hannes Högni Vilhjálmsson: Intelligent Virtual Agents. Springer, Heidelberg 2009, ISBN 978-3-642-04379-6.
- mit Quan Nguyen und Alexis Heloir: Machbarkeitsstudie zur Abschätzung der Nutzungsmöglichkeiten von Gebärdenavataren. Bundesministerium für Arbeit und Soziales, Bonn 2011, OCLC 780104040.
- mit Chi Hoang Quan Nguyen: Effizienz und Ergonomie von Multitouch-Interaktion Studien und Prototypen zur Bewertung und Optimierung zentraler Interaktionstechniken. Saarländische Universitäts- und Landesbibliothek, Saarbrücken 2015, OCLC 934207047.